# Александар Кержаков
Александар Анатољевич Кержаков (рус. Алекса́ндр Анато́льевич Кержако́в; 27. новембар 1982) је бивши руски фудбалер и садашњи фудбалски тренер.

## Каријера

### Играчка
Највећи део играчке каријере је провео у Зениту из Санкт Петербурга. Играо је и за Динамо из Москве а ван Русије је наступао у шпанској Севиљи и швајцарском Цириху.
Од 2002. до 2016. је наступао за репрезентацију Русије. За њу је одиграо 91 утакмицу и постигао 30 голова. Наступао је на Светским првенствима 2002. и 2014. као и на Европским првенствима 2004. и 2012. године.

### Тренерска
Тренерску каријеру почео је у млађим селекцијама репрезентације Русије где је водио селекције до 17, 18. и 19 година. Први клупски ангажман имао је као шеф струке Тома из Томска. Водио је затим и Нижњи Новгород а први ангажман ван Русије је имао у кипарској Кармиотиси. У јуну 2023. постављен је за тренера Спартака из Суботице. Смењен је у новембру исте године услед слабих резултата.

## Успеси

### Клупски
Зенит Санкт Петербург
- Премијер лига Русије: 2010, 2011/12, 2014/15.
- Куп Русије: 2009/10.
- Куп Премијер лиге Русије: 2003.
- Суперкуп Русије: 2011, 2016.

Севиља
- Куп УЕФА: 2006/07.
- Куп Шпаније: 2006/07
- Суперкуп Шпаније: 2007.

Цирих
- Куп Швајцарске: 2015/16.

### Појединачни
- Најбољи стрелац Премијер лиге Русије: 2004